# E. Remington and Sons
E. Remington and Sons était une entreprise nord-américaine de production industrielle d'armes à feu et de machines à écrire, fondée en 1816 dans l'État de New York par le forgeron Eliphalet Remington II (1793-1861).

## Historique

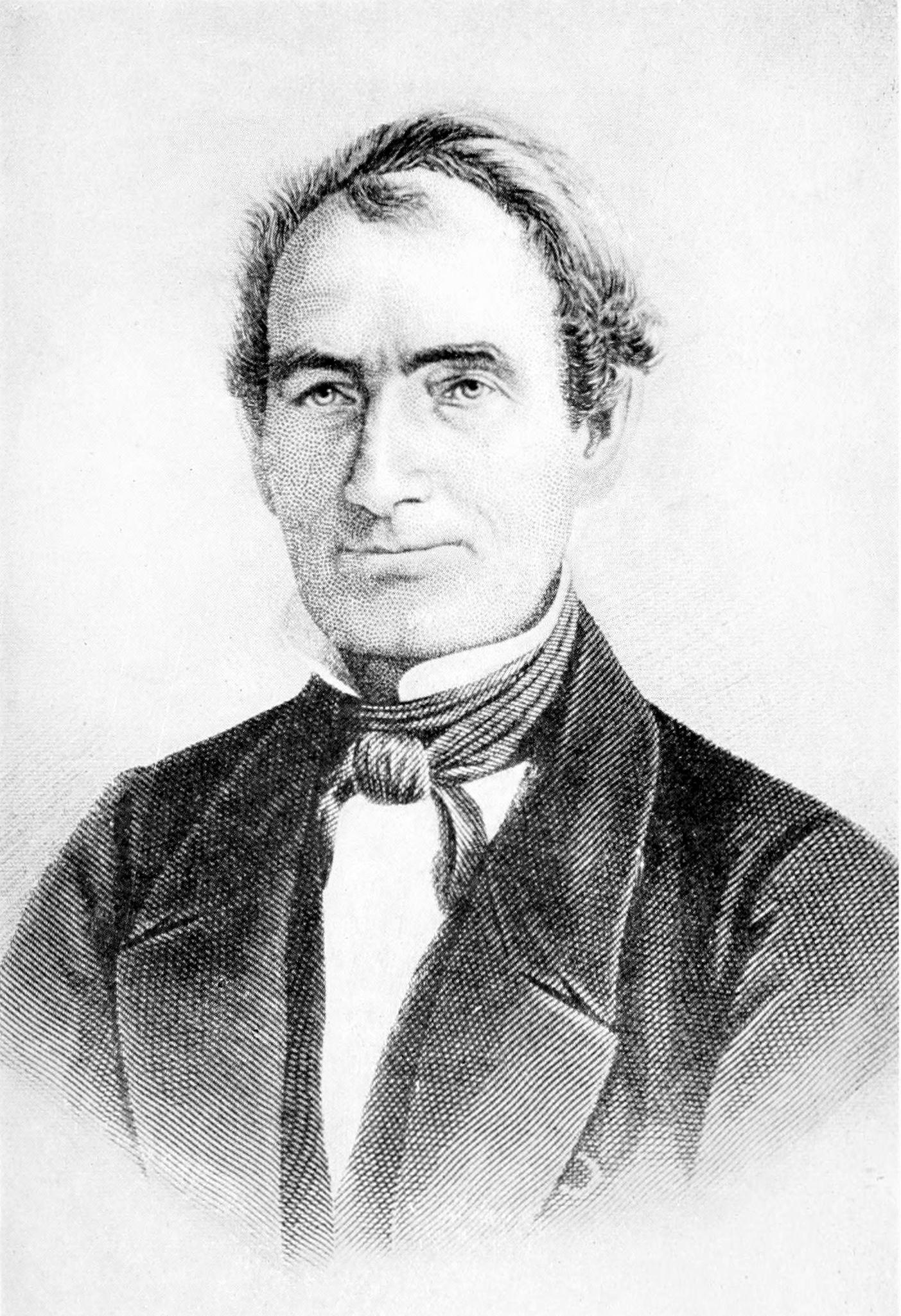
Eliphalet Remington II (1793-1861), fondateur de E. Remington and Sons.

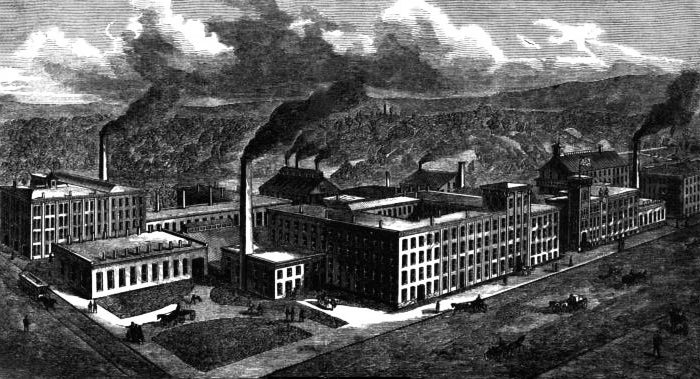
Usine E. Remington and Sons en 1874 à Ilion, État de New York.

En 1816, Eliphalet Remington II, alors âgé de 22 ans, conçoit et fabrique avec succès son premier fusil, de conception révolutionnaire. Son entreprise connaît un essor remarquable et il transfère sa fabrique (forge et fonderie) en 1828 à Ilion, dans l'État de New York.
Eliphalet Remington II est rejoint en 1839 par son fils aîné, Philo Remington (l'entreprise prend alors le nom « E. Remington & Fils »), puis en 1845 par son second fils, Samuel Remington, et enfin en 1856 par son troisième fils, Eliphalet Remington III.
Au milieu du XIXe siècle leurs armes sont très populaires et font partie de celles les plus utilisées durant la conquête de l'Ouest.
En 1856 l'entreprise s'agrandit et fabrique également des machines agricoles, des équipements sportifs, des bicyclettes et des machines à coudre (fabriquées entre 1870 et 1894 et présentées à l'Exposition universelle de 1876, à Philadelphie).

## Production

### Machines à écrire
Le 1er mars 1873 la société commence la fabrication de machines à écrire sous le nom « The “Type-Writer.” » en rachetant pour 12 000 dollars le brevet d'invention de 1868 de la machine à écrire Sholes et Glidden, de l'inventeur Christopher Latham Sholes. En 1886, E. Remington and Sons revend la partie fabrication de ses machines à écrire, avec le droit d'utiliser le nom Remington, à la société Standard Typewriter Manufacturing Company, rebaptisée Remington Typewriter Company en 1902 et fusionnée avec Rand Kardex Bureau en 1927 pour devenir Remington Rand (fabricant d'ordinateurs pionnier, plus tard Unisys).

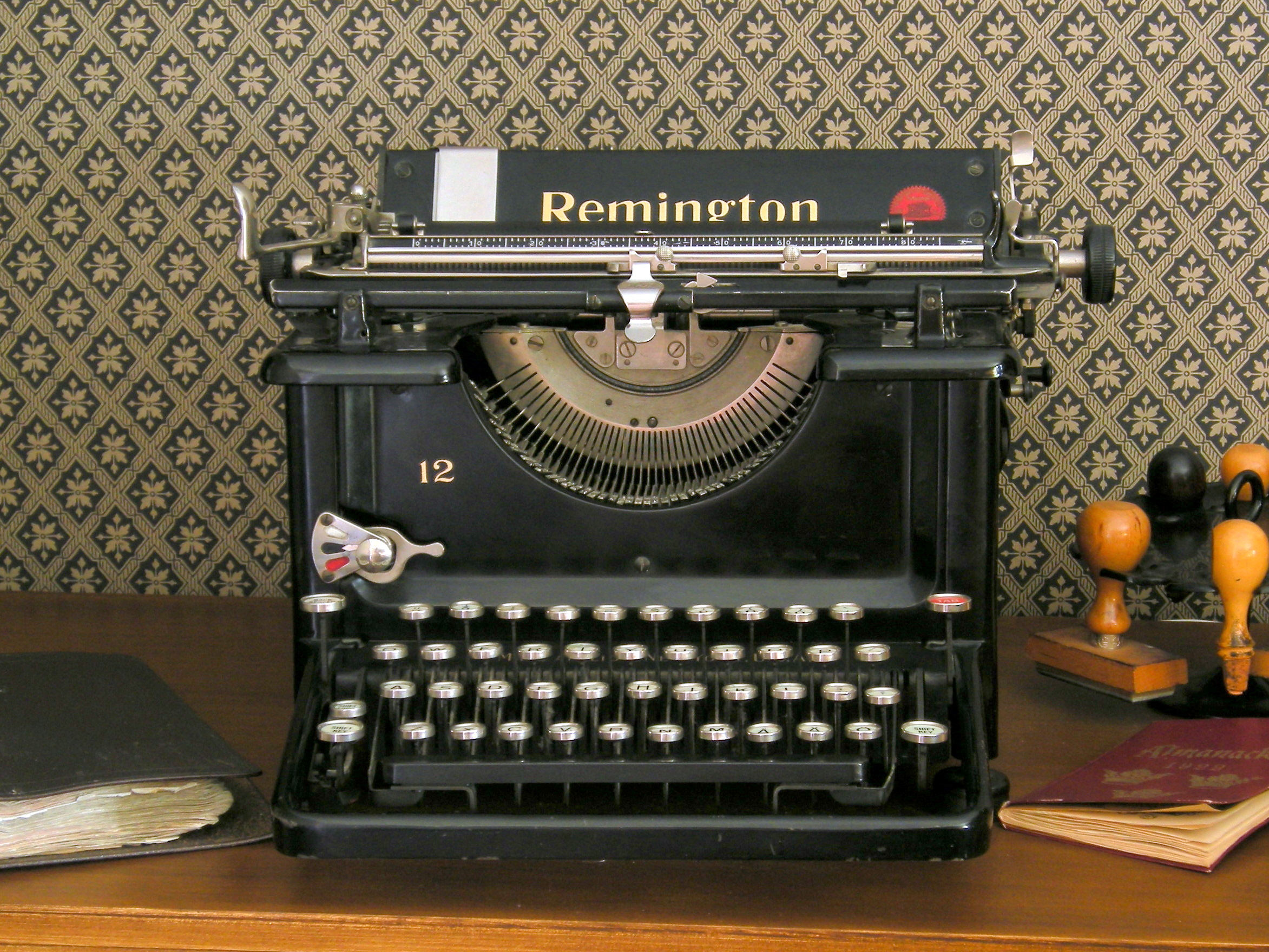
Remington No. 12 (années 1920)
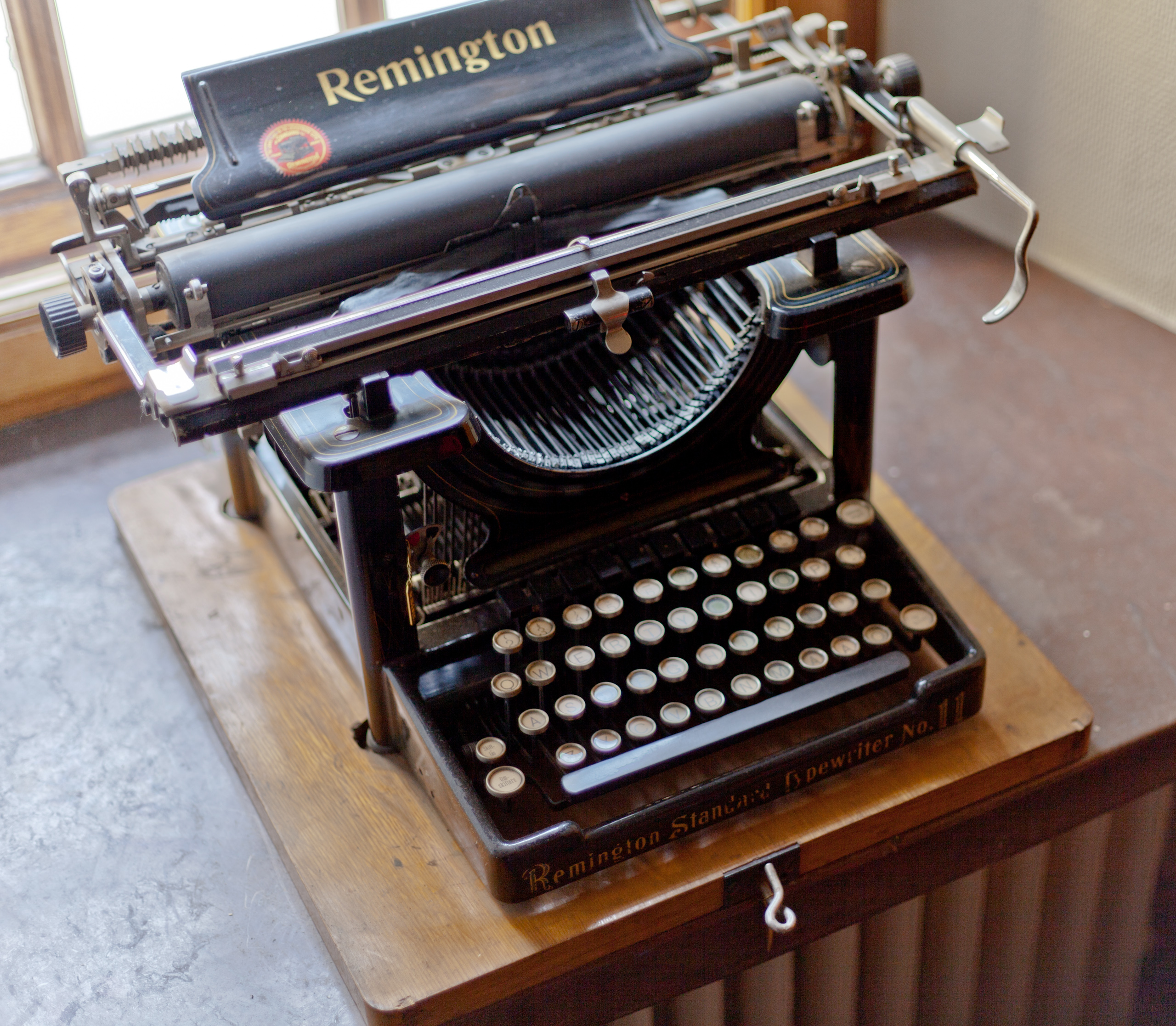
Remington No. 11 (années 1910)
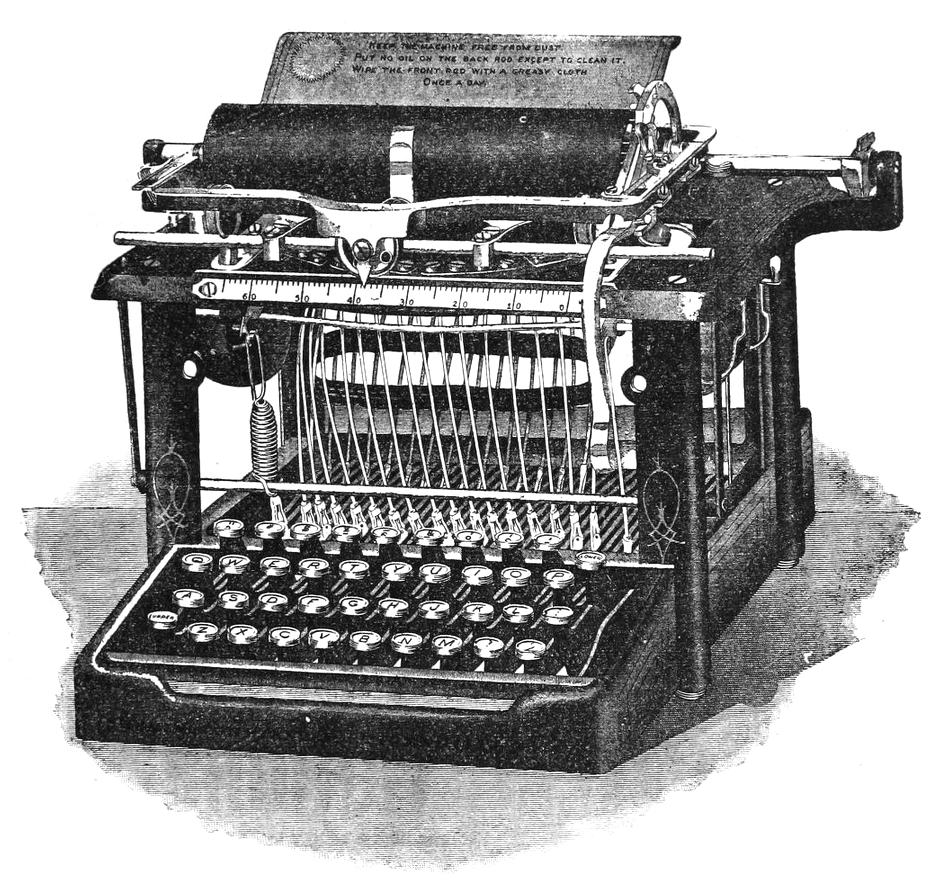
Publicité Remington (année 1890)
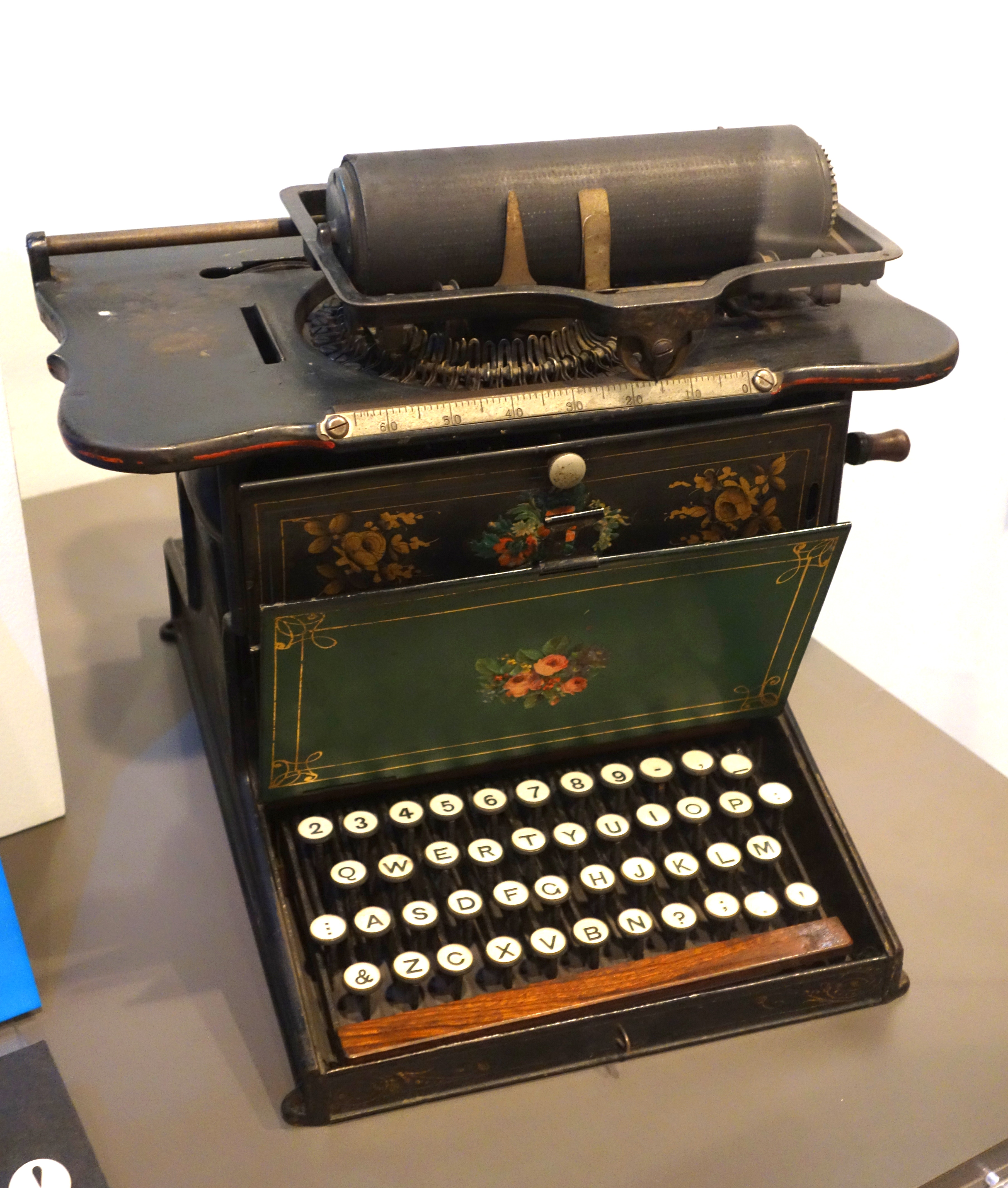
The “Type-Writer.” (années 1874-1878)

### Armes à feu légères
La société E. Remington and Sons (dont la partie armement est cédée et rebaptisée Remington Arms en 1888) devient un des plus importants fabricants d'armes du monde en fournissant au gouvernement fédéral des États-Unis une grande partie des armes légères durant la conquête de l'Ouest au XIXe siècle, la guerre américano-mexicaine (1846-1848, annexion du Texas), la guerre de Sécession (1861-1865), la participation des États-Unis à la première Guerre mondiale entre 1917 et 1918, et enfin la participation des États-Unis à la seconde Guerre mondiale entre 1941 et 1945. En 1917, lors de la révolution russe, une énorme commande d'armes et de munitions reste impayée par l'Empire russe du tsar Nicolas II, à la suite de son abdication puis son exécution en 1918 et la proclamation de la nouvelle République socialiste fédérative soviétique de Russie, ce qui donne un « coup de grâce » à l'entreprise rachetée durant la Grande Dépression par la firme DuPont, alors un des plus importants fabricants de poudre à canon.

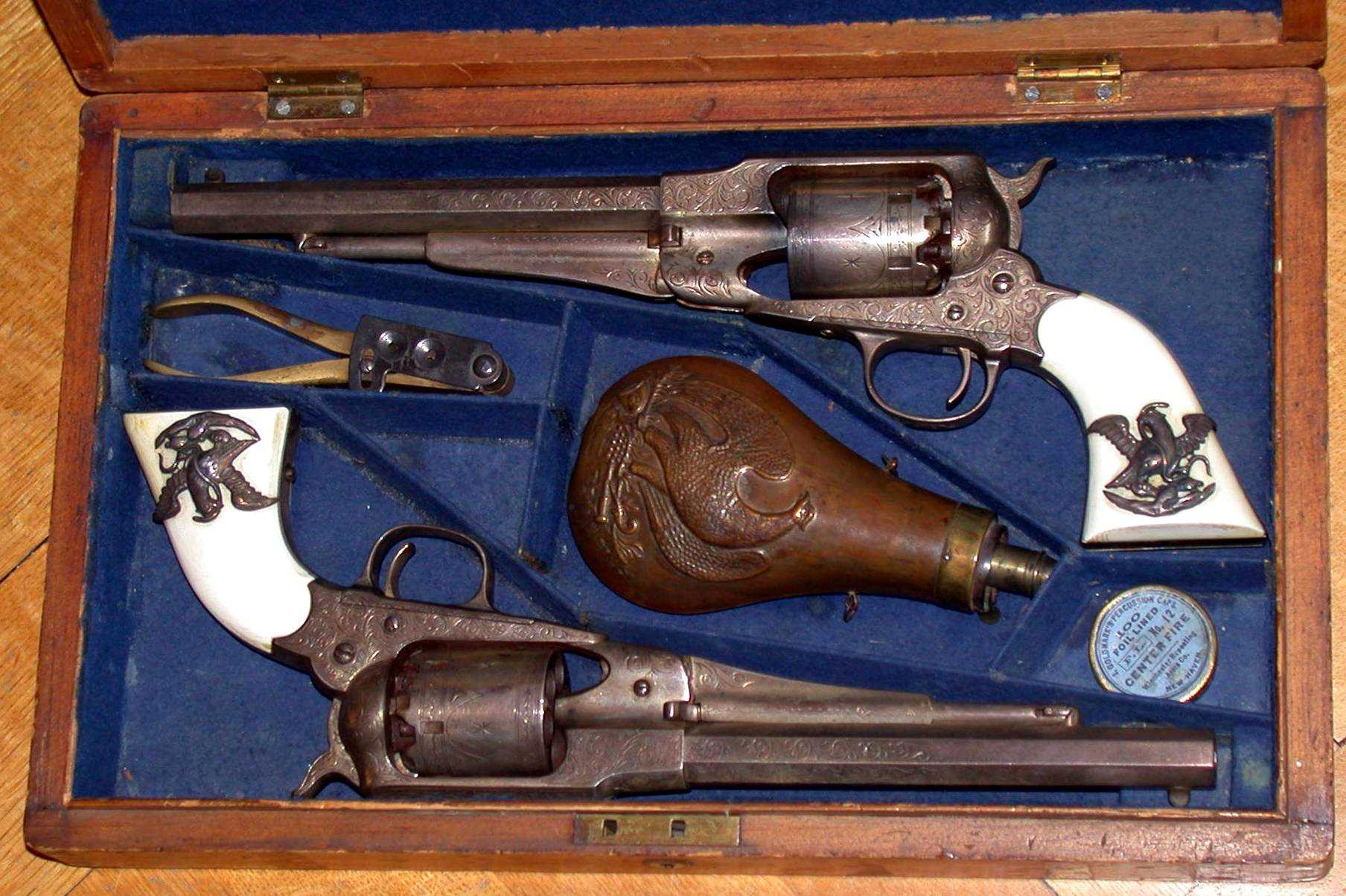
Remington New Army/Navy Revolver
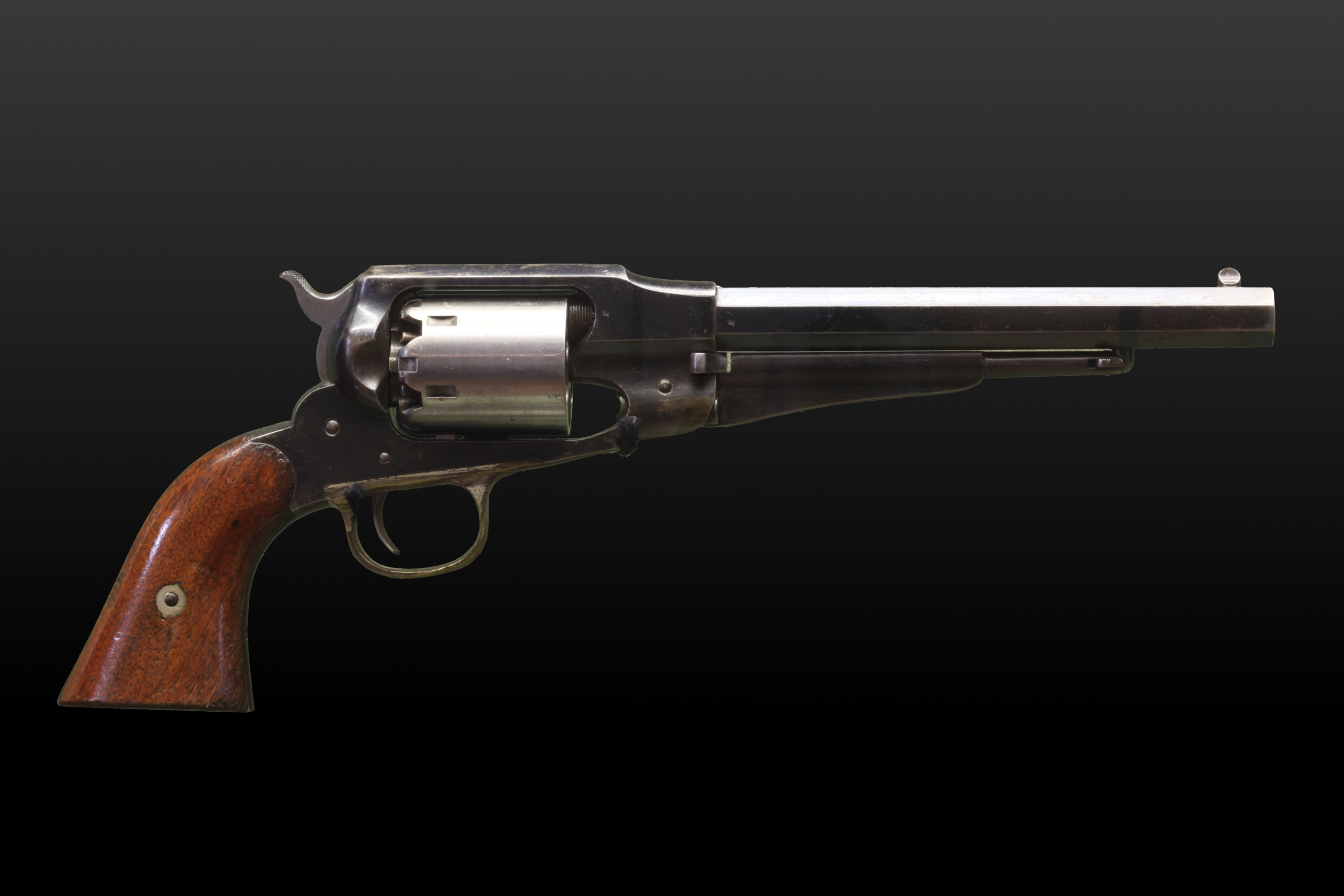
Remington New Army/Navy Revolver
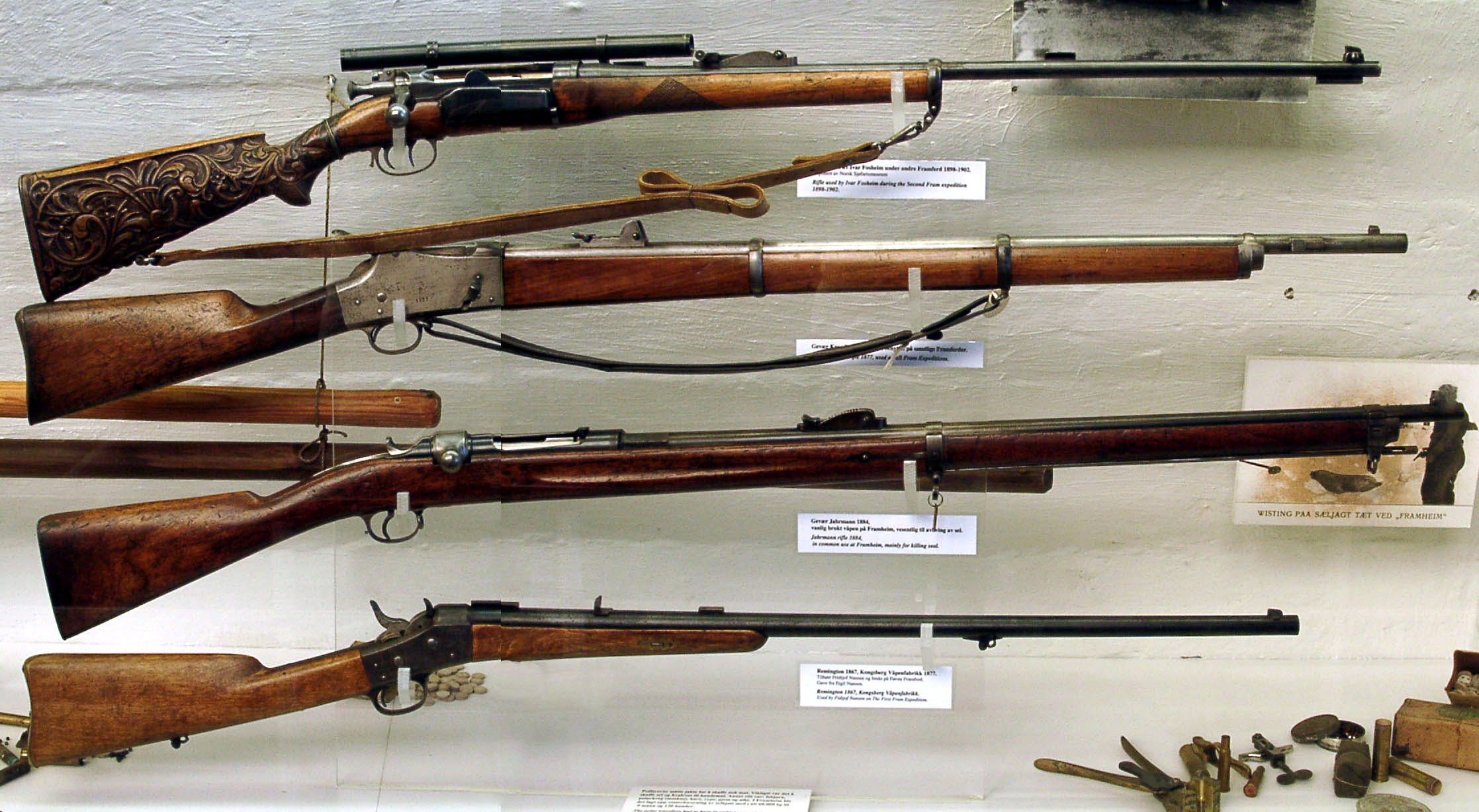
Remington M1867 (en)
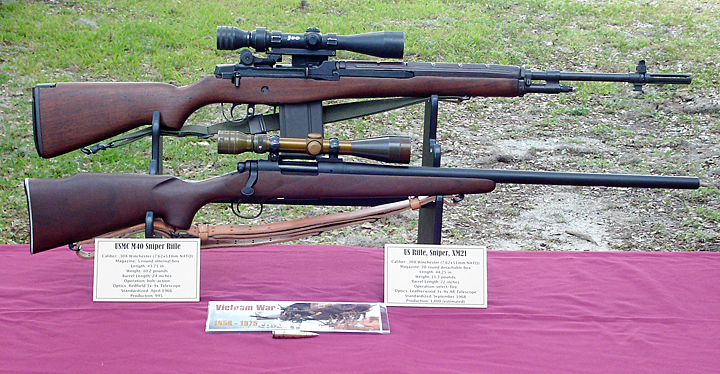
Fusils M21 et M40